# 박서함
박서함(1993년 10월 28일 ~ )는 대한민국의 배우로 전 가수이자 그룹 크나큰의 멤버였다.

## 학력
- 옥터초등학교 (졸업)
- 송운중학교 (졸업)
- 군서고등학교 (졸업)

## 출연 프로그램
| 연도 | 방송사     | 제목                      | 역할            |
| ---- | ---------- | ------------------------- | --------------- |
| 2016 | SBS        | 스타킹                    | 게스트          |
| 2016 | Mnet       | 음악의 신2                | 게스트          |
| 2016 | SBS MTV    | 더 쇼                     | 스페셜 MC       |
| 2016 | SBS        | 런닝맨                    | 게스트          |
| 2016 | MBC every1 | 도니의 히트제조기         | 게스트          |
| 2017 | KBSJOY     | 차트를 달리는 남자        | 게스트          |
| 2017 | MBC every1 | 주간 아이돌 - 복면 아이돌 | 게스트          |
| 2017 | SBS        | DJ 쇼 - 트라이앵글        | 게스트          |
| 2017 | SBS        | 김민정의 뷰티크러쉬       | 게스트          |
| 2017 | KSTAR      | 내가 배우다               | 출연진          |
| 2017 | TV조선     | 시골 빵집                 | 출연진          |
| 2017 | JTBC       | 믹스나인                  | 출연진          |
| 2018 | CJ헬로비전 | 윤정수의 동키호테         | 출연진          |
| 2020 | KBS JOY    | 연애의 참견 3             | 5회 방송분 출연 |
| 2022 | 왓챠       | 시맨틱 에러               | 출연진          |
| 2024 | MBC        | 나혼자산다                | 게스트          |

## 수상 목록
- 2022년 제1회 청룡 시리즈 어워즈 티르티르 인기스타상
- 2022년 에이판 스타 어워즈 아이돌챔프 베스트 커플상 (with 재찬)